# Victor Argo
Victor Jiménez (New York, 5 november 1934 - aldaar, 7 april 2004) was een Amerikaanse acteur. Hij werkte in zijn carrière vaak samen met regisseur Martin Scorsese en staat bekend om zijn bijrollen in onder andere Mean Streets (1973), Taxi Driver (1976) en The Last Temptation of Christ (1988).

## Biografie
Victor Jiménez groeide op in The Bronx in New York. Zijn vader Victor Jiménez en zijn moeder Maria L. Jimenez Rosario waren afkomstig van Puerto Rico. Omwille van zijn Latino-roots en het Joodse en Ierse milieu waarin hij opgroeide, werd hij een kleurrijk acteur in de theater- en filmwereld. Zo leerde hij Yoko Ono en Harvey Keitel kennen. Met Keitel bleef hij z'n hele leven goed bevriend.
Omwille van zijn New Yorkse achtergrond werkte hij vaak samen met typische regisseurs uit de grote stad. Hij speelde in totaal 6 maal mee in een film van Martin Scorsese. In 1992 schreef hij mee het scenario van Bad Lieutenant, waarin hij ook zelf een rol vertolkt aan de zijde van Harvey Keitel.
Naast nog enkele verschijningen in films en televisieseries zoals True Romance, Miami Vice en Law & Order speelde hij ook mee in een theaterstuk op Broadway. Op 7 april 2004 stierf hij aan de gevolgen van longkanker.